# Hippeastrum pardinum
Hippeastrum pardinum là một loài thực vật có hoa trong họ Amaryllidaceae. Loài này được (Hook.f.) Dombrain mô tả khoa học đầu tiên năm 1867.

## Hình ảnh

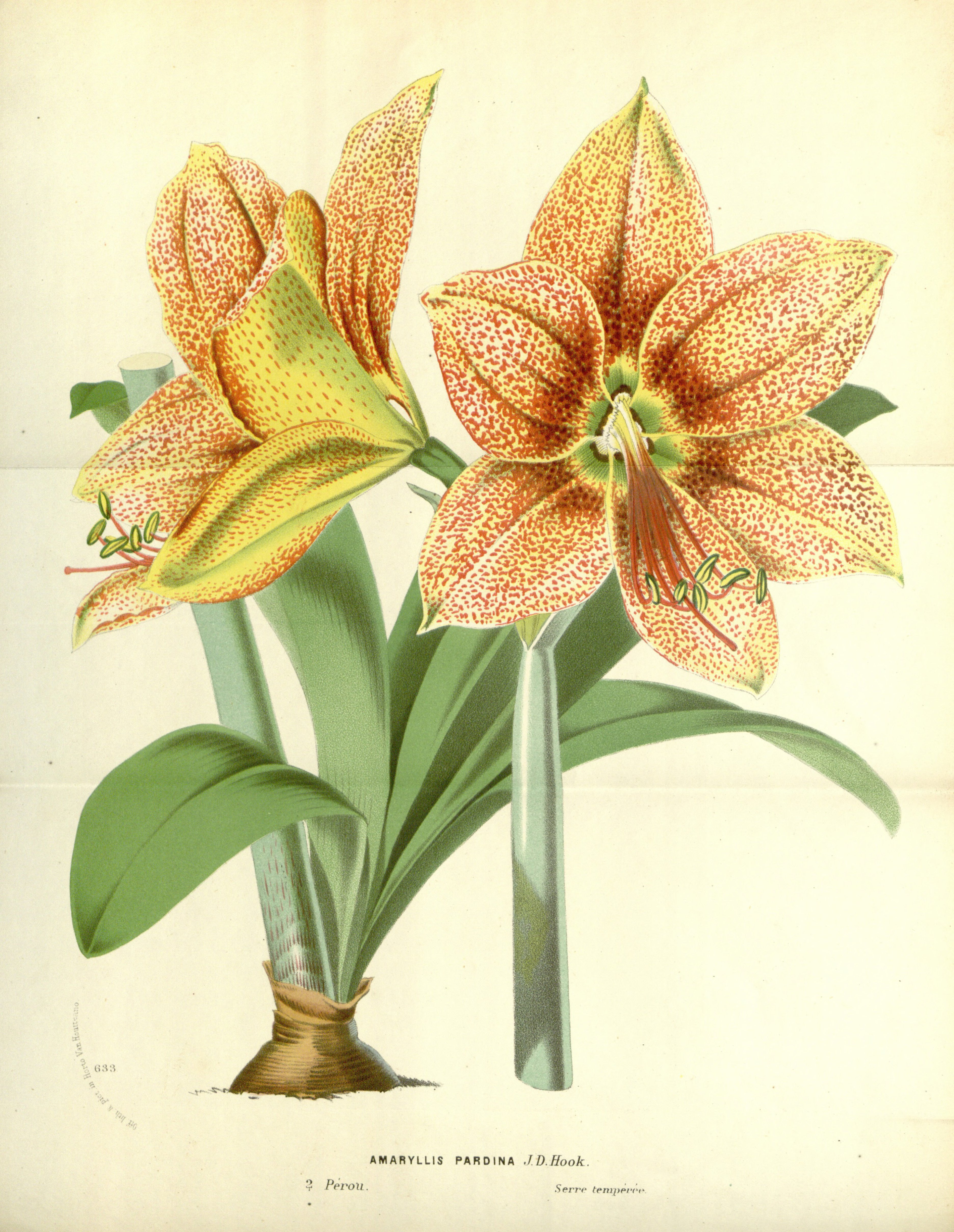
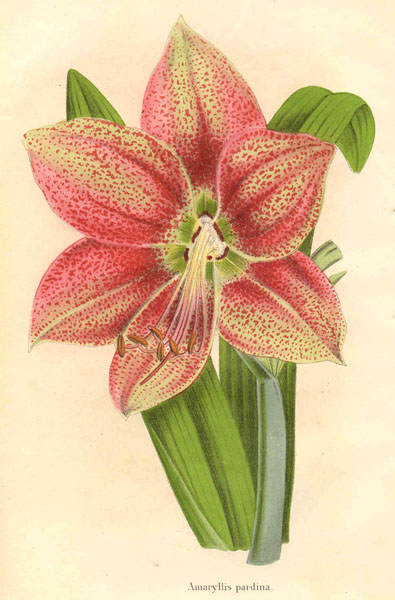
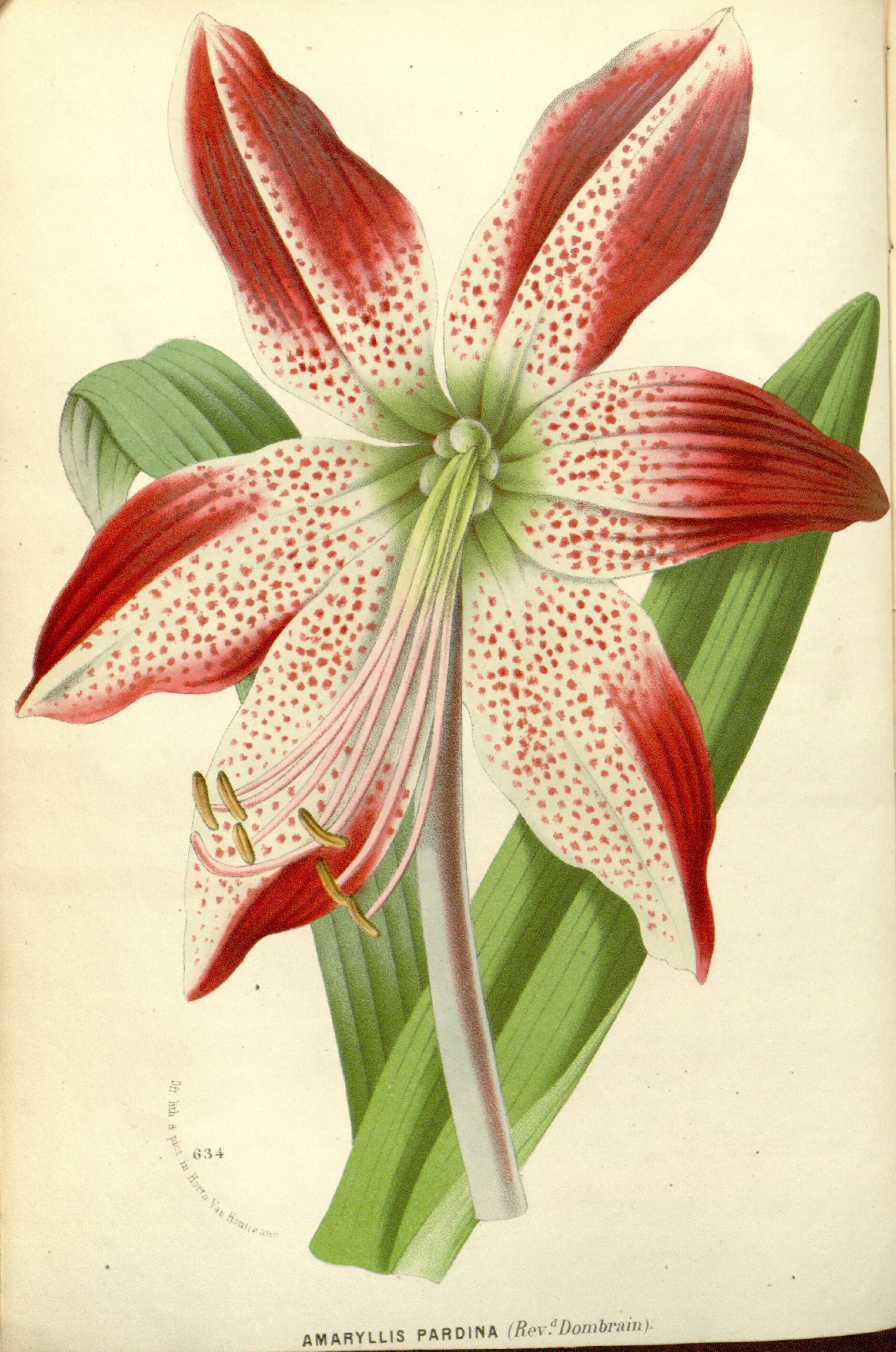